# Dithianon
Dithianon ist eine chemische Verbindung aus der Gruppe der Chinone, Nitrile und schwefelhaltigen Heterocyclen, welche 1962 von Merck als Blatt-Fungizid eingeführt wurde.

## Gewinnung und Darstellung
Die Synthese von Dithianon geht im ersten Schritt vom, durch die Reaktion von Kohlenstoffdisulfid mit Natriumcyanid gebildeten Natriumcyanodithioformiat aus, welches unter Schwefelabspaltung zum Zwischenprodukt 1,2-Dicyano-1,2-dimercaptoethen-Dinatriumsalz dimerisiert. Dieses reagiert dann mit 2,3-Dichlor-1,4-naphtochinon (Dichlon) zur Zielverbindung.

## Eigenschaften
Dithianon besteht aus braunen Kristallen, welche schwer löslich in Wasser ist. Er zersetzt sich vor Erreichen des Siedepunktes. Für den Feststoff sind vier polymorphe Kristallformen bekannt und charakterisiert worden.

## Verwendung
Dithianon wird als Breitbandfungizid (zum Beispiel gegen Kaffeerost, Schorf bei Kernobst oder Falscher Mehltau [Peronospora] bei Hopfen) eingesetzt. Es wird unter den Handelsnamen Aktuan, Delan, Dithianon und Agro Thianon vermarktet.

## Zulassung
In vielen Staaten der EU, so auch in Deutschland und Österreich, sowie in der Schweiz sind Pflanzenschutzmittel zugelassen, die diesen Wirkstoff enthalten.

## Nachweis
Dithianon kann durch Gleichstrom-Polarografie oder spektralphotometrisch nachgewiesen werden.

## Externe Links zu erwähnten Verbindungen
1. ↑  Externe Identifikatoren von bzw. Datenbank-Links zu Natriumcyanodithioformiat:  CAS-Nr.: 33498-03-2, PubChem: 23675623, Wikidata: Q125984249.
2. ↑  Externe Identifikatoren von bzw. Datenbank-Links zu 1,2-Dicyano-1,2-dimercaptoethen-Dinatriumsalz:  CAS-Nr.: 5466-54-6, PubChem: 70700053, Wikidata: Q125984272.